# 22. brigada Slovenske vojske
Za druge 22. brigade glejte 22. brigada.
22. pehotna brigada Slovenske vojske (tudi 22. brigada SV) je bivša formacija Slovenske vojske, ki je spadala pod 2. pokrajinsko poveljstvo Slovenske vojske Novo mesto. Sedež brigade je bil v vojašnici Novo mesto.

## Poveljstvo
Poveljniki
- podpolkovnik Mirko Ognjenovič (20. marec 2001 - )
- podpolkovnik Anton Klobčaver (1999)

## Organizacija
Brigada je bila manevrska enota, ki je bila sestavljena iz:
- štab,
- 1. bataljon (Novo mesto),
- 2. bataljon (občina Novo mesto),
- 3. bataljon (občina Trebnje),
- četa za ognjeno podporo (minometi 120 mm)
- zaledne enote.

Prvi bataljon je bil mirnodobne sestave, medtem ko sta bila druga dva vojne sestave.

### 2002
- poveljstvo
- 122. učni bataljon pehote Slovenske vojske
- 282. pehotni bataljon Slovenske vojske
- 322. pehotni bataljon Slovenske vojske